# Onelys Alvarado
Onelys Marquel Alvarado Arenas (nacida el 20 de agosto de 1993) es una futbolista panameña que juega como defensa en el Veraguas United FC de la Liga de Fútbol Femenino de Panamá.

## Trayectoria

### Inicios
Comenzó jugando para selección Provincial de Veraguas.

### AFMS
2017 debutó en la Liga de Fútbol Femenino con el AFMS de la Provincia de Veraguas

### SD Panamá Oeste
En el 2018 juego para la SD Panamá Oeste.

### Veraguas FC
En el 2019 paso al Veraguas FC

### Tauro FC
En el torneo del 2020 participó con el Tauro FC.

### Veraguas CD
En el 2021 regreso al club Veraguas CD

### Veraguas United FC
Desde el 2022 juega en el Veraguas United FC

## Selección nacional

### Categorías inferiores
Participó con la selección sub-17 de Panamá en el Campeonato Femenino Sub-17 de la Concacaf de 2010 donde jugó con el 3 partidos y participó con la selección sub-20 de Panamá en el Campeonato Femenino Sub-20 de la Concacaf de 2012 donde jugó con el 6 partidos.

### Selección absoluta
Alvarado apareció en tres partidos por Panamá en el Campeonato de la Concacaf 2018. Estuvo en el convocatoria para el repechaje del mundial de 2019 contra Argentina.

## Clubes
| Club               | País   | Año         |
| ------------------ | ------ | ----------- |
| AFMS               | Panamá | 2017        |
| SD Panamá Oeste    | Panamá | 2018 - 2019 |
| Veraguas FC        | Panamá | 2019        |
| Tauro FC           | Panamá | 2020        |
| Veraguas CD        | Panamá | 2021        |
| Veraguas United FC | Panamá | 2022 - act. |